# Isle of Innisfree
Pour les articles homonymes, voir Isle et Innisfree.
L’Isle of Innisfree, anciennement nommé Prins Filip et Calais Seaways, est un ferry transporteur de passagers et véhicules, exploité par Irish Ferries sur la ligne entre Douvres et Calais.

## Histoire
Le Prins Filip a été construit pour les Belges de l'opérateur Régie voor Maritiem Transport (RMT) en 1991, entré en service en 1992, sur la route entre Douvres et Ostende. Elle est restée en service avec la RMT quand le port est passé à Ramsgate et jusqu’à ce que la RMT cesse ces activités 1997.
Le 14 septembre 1994, un accident a causé 6 morts lorsqu'une passerelle s'est effondrée. Les passagers à pied ont été embarqués à bord du Prins Filip à Ramsgate. Toute publicité à l'époque était concentrée sur Sally Ligne et Thanet District Council, les propriétaires du port, et non pas sur la RMT ou le Prins Filip.
À la suite d'un lay-up à Dunkerque, il a été acquis par la compagnie Stena Line en 1998, renommé Stena Royal et d'abord utilisé sur les services de transport de fret entre Douvres et Zeebrugge, sur la charte de P&O Stena Line. En 1999, P&O Stena Line a décidé de prolonger la charte et transféré le navire sur la ligne Douvres-Calais. Le Stena Royal a été entièrement rénové et repeint pour que la compagnie P&O Stena apparaisse sur le navire. Un concept et est entré en service sur la liaison Calais parcours que le POSL Aquitaine, suivant le modèle de nommage pour P&O Stena Line navires.

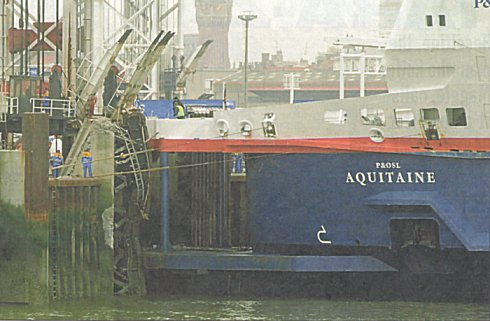
POSL Aquitaine (ex-Prins Filip) Erreur d'accostage

En 2000, le POSL Aquitaine a omis de s'arrêter alors qu'il s'accostait à Calais en raison d'un problème d'hélice. L'accident a causé d'importants dégâts à la fois le navire et sur le quai.
P&O Stena Line a été d'une courte durée, jusqu'en 2002 quand la P&O a acquis la compagnie Stena Line pour partager les opérations. Cependant, le POSL Aquitaine est resté en service, initialement sous le nom de PO Aquitaine, puis comme le Pride of Aquitaine à partir de 2003 à mai 2005, quand elle a été retirée à la suite de deux nouveaux ferrys de P&O ferries.
En octobre 2005, il a commencé à naviguer sur la route entre Portsmouth et Le Havre comme le Norman Spirit. LD Lines, une entreprise française appartenant des entreprises existantes d'exploitation de ferrys sur la mer Méditerranée.

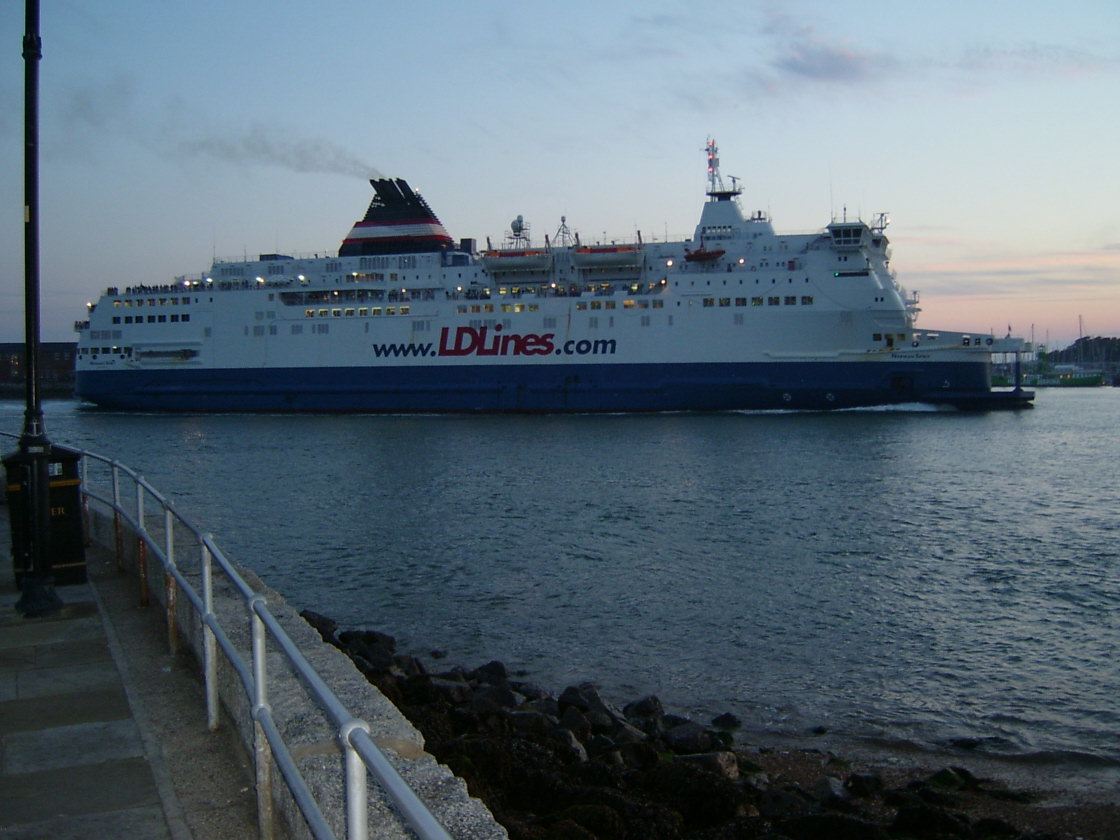
Ostend Spirit comme le MS Norman Spirit

En juin 2006, le Norman Spirit a été remis sur registre anglais depuis le registre italien. Il était maintenant inscrit dans le port de Southampton plutôt que celui de Gênes, bien que quand elle est entrée en service avec LD Lines, elle a été enregistrée dans le port de Douvres.
En septembre 2009, LD Lines annonce son service sur la ligne Boulogne-sur-Mer-Douvres à partir de novembre 2009.
En mars 2010, le Norman Spirit a été affrété par TransEuropa Ferries. Dans un service commun entre TransEuropa Ferries et LD Lines, le navire a été renommé Ostende Spirit et a commencé à naviguer entre Ostende et Ramsgate.
Après avoir changé le nom du navire de retour le Norman Spirit, il a été annoncé le 28 novembre 2011 que DFDS Seaways serait propriétaire du navire de LD Lines sur son service Douvres-Dunkerque. C'était pour aider à fluidifier le trafic sur la route causé par l'annonce de la fermeture de SeaFrance.
À 13:00 le 17 février 2012, le Norman Spirit a été "relancé" par la modèle et actrice Kelly Brook pour lancer un nouveau service pour DFDS Seaways et LD Lines, avec jusqu'à cinq aller-retour par jour sur la route Douvres-Calais.
À la suite de la fusion entre les deux sociétés en février 2013, et un arrêt technique pour quinze jours dans le chantier naval de Gdansk, en Pologne, pour le réaménagement de l'accueil des passagers, le Norman Spirit fait son retour dans le port de Calais le 17 mars 2013, portant un nouveau nom le Calais Seaways, et une nouvelle couleur.
Le 31 Mai 2019, DFDS annonce le lancement de la construction d'un nouveau ferry pour la ligne Calais - Douvres, le Côte d'Opale en remplacement du Calais Seaways.
En 2020, à cause de la Covid-19 le Calais Seaways est mis en arrêt technique de avril jusqu'au 10 juillet où il regagne le port de Calais.
Le 4 aout 2021, le Côte d'Opale est inauguré à Calais, cela sonne alors la dernière traversée transmanche du Calais Seaways sous le pavillon de la firme Danoise. Le Calais Seaways est ensuite mit en poste d'attente au port est de Dunkerque Est dans la nuit du 4 aout 2021.
Le 4 novembre 2021, la compagnie Irish Ferries confirme l'achat du Calais Seaways et annonce son nouveau nom Isle of Innisfree,, avant de changer son port d'attache pour Limassol.
Le 17 novembre, l'Isle of Innisfree entre en arrêt technique Damen Shiprepair Dunkerque avant de rejoindre l'Isle of Inishmore (en) sur la ligne Calais-Douvres. Il arrive finalement à Douvres le 14 novembre 2021 et effectue son premier voyage commercial deux jours plus tard.

## Installations
Lors de la construction, le Prins Filip constituée de plusieurs caractéristiques de sécurité[réf. nécessaire], telles que les obstacles sur les ponts véhicules. Il y avait des caméras de vidéo-surveillance.
Les installations passagers comprennent un certain nombre de bars et de restaurants, de boutiques et d'espaces pour enfants. Un accès Wifi à internet est disponible dans tout le bateau (Arrêté en décembre 2010).

### Bars et Restaurants
- Little Italy Restaurant En Self-Service - Pont 7.

Renommé de la P&O, International Food Court.
- Pitstop Freight Restaurant Chauffeurs - Pont 7

Convertie à partir d'un magasin pour les chauffeurs de Fret et Restaurant par P&O Stena Line.
- Blue Mountain Cafe - Pont 7.

L'autre Harbour Coffee Company pris à bord du Pride of Aquitaine. Faisait également partie de la boutique qui a été converti en routemaster sous P&O Stena Line. Cette zone a été Blue Mountain Café Express avant le réaménagement de 2006 mais maintenant c'est le seul de la Blue Montain à bord.
- The Dirty Duck Pub - Pont 8.

Auparavant Silverstones Bar sous P&O Stena Line et P&O Ferries
- Cotton Club Lounge Bar/Club Class - Pont 9.

C'était autrefois le Centre de la Conférence sur le Prins Filip et le Club Lounge sur le Pride of Aquitaine.

### Autres Installations
- Ocean Shopping - Pont 7.

À l'origine un salon pour la musique et un bar il fut converti par P&O Stena Line en tant que magasin duty-free sous le nom Channel Shopping brand.
- Cotton Club Lounge Bar/Club Class - Pont 9.

C'était autrefois le Centre de la Conférence sur le Prins Filip et le Club Lounge sur le Pride of Aquitaine.
- Sleeper Seat Lounge - Pont 8.

Ce salon a été installé à la fin de 2006 dans la zone anciennement occupée par le Blue Mountain Café et originale Salon de Velours. L'espace a été l'un des points de vente Harbour Coffee Company installés par P&O Stena Line, et avant que Reclining Seat Lounge. Les sièges sont entièrement inclinable et avec un pli vers le bas repose-pied pour le transformer en un 2.1 mètres de long pour les dormeurs, le lit semblables à ceux trouvés dans la Classe Affaires sur certaines compagnies aériennes. Le Norman Spirit est actuellement le seul de ferry trans-manche à avoir sièges entièrement inclinables.
- Club Reclining Seats - Tweed Lounge and Velvet Lounge - Pont 8.

Le Tweed Salon était à l'origine le Club Class Lounge, mais est devenu Langans Brasserie sous P&O Stena Line. Le premier Salon de Velours était à l'origine du salon des sièges inclinables, mais est devenu une partie de l'espace Harbour Coffee Company. Lorsque le navire est entré en service avec LD Lines deux zones, une fois encore, ont été utilisés pour leur fonction d'origine. Le Salon de Velours a été déplacé à la zone précédemment occupée par le Channel Burger : fast food restaurant lors d'un réaménagement à la fin de 2006. Il était autrefois un Cinéma sur le Prins Filip mais converti en First Base Burger Bar par P&O Stena Line.
- Horizon Lounge - Pont 7.

Sièges inclinables avec un bar et un snack-counter. Cette zone a été à l'origine des cabines, mais elles ont été supprimées par P&O Stena Line et n'ont pas été remplacés par LD Lines.
- 59 cabines (8 mono-poste à quai, 42 à deux couchettes et 9 quatre-couchette) - Pont 8.
- 20 nouvellement installé avec couchette cabines et 1 salle de bains cabine pour les personnes handicapées - Pont 7.
- Salle de Jeux pour enfants - Pont 7.